# Christoph Rehmann-Sutter

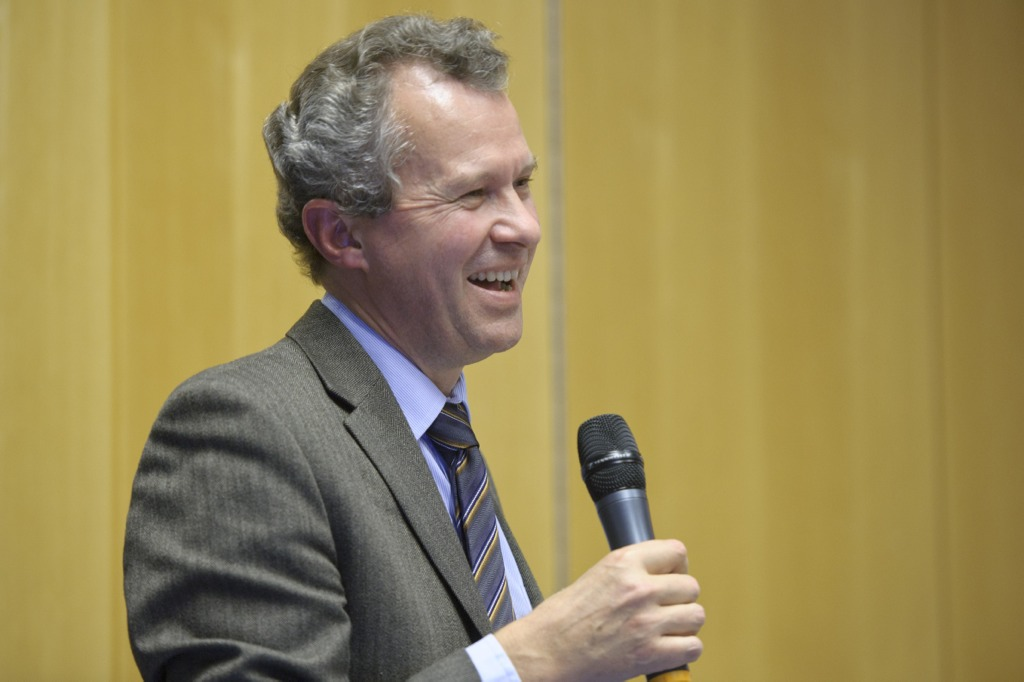
Christoph Rehmann-Sutter

Christoph Rehmann-Sutter (* 26. Februar 1959 in Laufenburg) ist Philosoph und Bioethiker. Er lehrt Theorie und Ethik der Biowissenschaften am Institut für Medizingeschichte und Wissenschaftsforschung (IMGWF) der Universität zu Lübeck.

## Werdegang
Christoph Rehmann-Sutter ist als Sohn des Bildhauers Erwin Rehmann und der Lehrerin Margrit Rehmann(-Hüsser) in Laufenburg/Schweiz aufgewachsen. Schulbildung in Laufenburg und Aarau. Er studierte Molekularbiologie (Diplom) bis 1984 an der Universität Basel und im Zweitstudium Philosophie und Soziologie (Lizenziat 1988) an den Universitäten Basel und Freiburg i. Brsg.
Seine Promotion legte er 1995 an der Technischen Universität Darmstadt unter Gernot Böhme zum Thema „Leben Beschreiben. Über Handlungszusammenhänge in der Biologie“ ab. Währenddessen war er Wissenschaftlicher Mitarbeiter für Naturphilosophie und Bioethik in der Forschungsgruppe von Werner Arber an der Universität Basel. 1996 gründete er die Arbeitsstelle für Ethik in den Biowissenschaften an der Universität Basel. Dort habilitierte er sich 2000 mit dem  Thema „Lebendiges Selbst - lebendige Andere. Ethik aus biomedizinischen und ökologischen Kontexten“.
Während der Arbeit an seiner Habilitationsschrift war er ein Jahr Research Fellow des Department of Environmental Science, Policy and Management (ESPM) der University of California, Berkeley. 2000 wurde er zum Assistenzprofessur für Ethik der Biowissenschaften und der Biotechnologie der Universität Basel ernannt. 2001 wurde er von der Schweizer Regierung zum Präsidenten der damals neu gegründeten Nationalen Ethikkommission im Bereich der Humanmedizin gewählt. Dieses Amt hatte er bis 2009 inne. Im Frühjahr 2009 nahm er die Arbeit als Professor für Theorie und Ethik in den Biowissenschaften an der Universität zu Lübeck auf.
An folgenden Institutionen hatte er bisher Gastprofessuren inne:
- Policy, Ethics and Life Sciences (PEALS) Research Centre der University of Newcastle (2008)

- London School of Economics and Political Science (LSE) (2009–2011)

- Department of Global Health and Social Medicine am King’s College London (seit 2012)

Rehmann-Sutter ist verheiratet mit der Theologin Luzia Sutter Rehmann.

## Forschungsschwerpunkt
- Entwicklung hermeneutisch-philosophischer Ansätze zur Ethik, interdisziplinäre und multiperspektivische Bioethik mit Einbezug qualitativer Sozialforschung
- Regulierungsfragen in der Medizin und den Biotechnologien
- Phänomenologische Zugänge zum Begriff des Lebens
- Klimaethik und techno-ökologische Risiken
- Forschungsethik
- Genetik und Genomik
- Fortpflanzungsmedizin und Stammzellforschung
- Gentherapie, genetische Testverfahren und Genomanalyse
- Entscheidungsprozesse am Lebensende

## Projekte
- Demokratie und technisch-ökologische Risiken (mit Andres Klein, Hansjörg Seiler und Adrian Vatter; Stiftung Mensch-Gesellschaft-Umwelt, Universität Basel 1994–1996)
- Genom und Organismus. Philosophische Interpretation der Entwicklungsbiologie (mit Eva Neumann-Held; Stiftung Mensch-Gesellschaft-Umwelt, Universität Basel 1997–2000)
- Perceptions of Healing Needs: Somatic gene therapy, disability and identity (mit Jackie Leach Scully; Schweizerischer Nationalfonds 1998–2000)
- Time as a Contextual Element in Ethical Decision Making in the Field of Genetic Diagnostics (mit Jackie Leach Scully und Rouven Porz; Schweizerischer Nationalfonds 2002–2005)
- BIONET – Ethical Governance of Biological and Biomedical Research: Chinese-European Co-operation (Vorsitzender der European-Chinese Expert Group on the Ethical Governance of Research in the Life Sciences and Biomedicine; koordiniert von Nikolas Rose, EU-FP 6 2006–2009)
- Ethical decisions about the fate of embryos: the views and approaches of couples undergoing IVF (mit Jackie Leach Scully und Rouven Porz; Schweizerischer Nationalfonds 2005–2008)
- Wünsche am Lebensende, speziell Sterbewünsche bei Palliativpatienten (mit Heike Gudat, Kathrin Ohnsorge und Nina Streeck; gefördert von verschiedenen Stiftungen, u. a. Oncosuisse und Schweizerischer Nationalfonds 2006–2016)
- Das Kindeswohl im Konflikt. Stammzelltransplantationen zwischen Geschwisterkindern (mit Christina Schües, Martina Jürgensen und Madeleine Herzog; Fritz Thyssen Stiftung und Deutsches Bundesministerium für Bildung und Forschung 2011–2019)
- Determinanten für leitlinienkongruente Versorgung von älteren Krebspatienten in der GKV, philosophischer Projektteil (mit Christina Schües und Frank Wörler, PI: Alexander Katalinic; Innovationsfonds 2017–2020)
- Prenatal Genetics in Germany and Israel: Meanings and Practices (mit Aviad Raz, Christina Schües, Yael Hashiloni-Dolev, Stefan Reinsch, Hannes Foth und Tamar Nov Klaiman; Deutsche Forschungsgemeinschaft 2017–2020)

## Schriften (Auswahl)
a) Monographien
- Zwischen den Molekülen. Beiträge zur Philosophie der Genetik. Francke, Tübingen 2005, ISBN 3-7720-8114-2.

- Leben beschreiben. Über Handlungszusammenhänge in der Biologie. Dissertation Darmstadt 1994. Königshausen & Neumann, Würzburg 1996, ISBN 3-8260-1189-9.

- mit Adrian Vatter und Hansjörg Seiler: Partizipative Risikopolitik. Westdeutscher Verlag, Opladen/Wiesbaden 1998, ISBN 3-531-13222-9.

b) Herausgeberschaften
- Was uns der Tod bedeutet. Kadmos, Berlin 2018, ISBN 978-3-86599-396-0.

- mit Thorsten Moos und Christina Schües: Randzonen des Willens. Entscheidung und Einwilligung in Grenzsituationen der Medizin. Peter Lang, Frankfurt am Main 2016, ISBN 978-3-653-96868-2.

- mit Malte Dreier und Jeanette Erdmann: Genetic Transparency? Ethical and Social Implications of Next Generation Genomics and Genetic Medicine. Brill Rodopi, Amsterdam 2016, ISBN 978-90-04-30668-4.

- mit Heike Gudat und Kathrin Ohnsorge: The Patient’s Wish to Die. Research, Ethics, and Palliative Care. Oxford University Press, Oxford 2015, ISBN 978-0-19-871398-2.

- mit Christina Schües: Rettende Geschwister. Ethische Aspekte der Einwilligung in der pädiatrischen Stammzelltransplantation. Mentis, Paderborn 2015, ISBN 978-3-95743-010-6.

- mit Miriam Eilers und Katrin Grüber: The Human Enhancement Debate and Disability. New Bodies for a Better Life. Palgrave Macmillan, Basingstoke 2014, ISBN 978-1-137-40553-1.

- mit Miriam Eilers und Katrin Grüber: Verbesserte Körper – gutes Leben? Bioethik, Enhancement und die Disability Studies. Reihe “Praktische Philosophie kontrovers”. Peter Lang, Frankfurt am Main 2014, ISBN 978-3-631-63065-5.

- mit Rouven Porz, Jackie Leach Scully und Markus Zimmermann-Acklin: Gekauftes Gewissen? Die Rolle der Bioethik in Institutionen. Mentis, Paderborn 2007, ISBN 978-3-89785-582-3.

- mit Marcus Düwell und Dietmar Mieth: Bioethics in Cultural Contexts. Reflections on Methods and Finitude. Springer, Dordrecht 2006, ISBN 1-4020-4241-8.

- mit Eva M. Neumann-Held: Genes in Development. Re-reading the molecular paradigm. Duke University Press, Durham 2006, ISBN 0-8223-3667-7.

- mit Hansjakob Müller: Ethik und Gentherapie. 2. Auflage. Francke, Tübingen 2003, ISBN 3-89308-223-9.

- mit Michael Hauskeller und Gregor Schiemann: Naturerkenntnis und Natursein. Suhrkamp, Frankfurt am Main 1988, ISBN 3-518-28927-6.